# Port lotniczy Moucha
Port lotniczy Moucha (ang. Moucha Airport) – lotnisko w Dżibuti. Obsługuje wyspę Moucha w zatoce Tadżura.